# 法藍瓷
法藍瓷（英語：Franz）是臺灣一家瓷器品牌公司。2001年創立「法藍瓷」品牌，在臺灣及中國大陸有生產工廠。

## 歷史

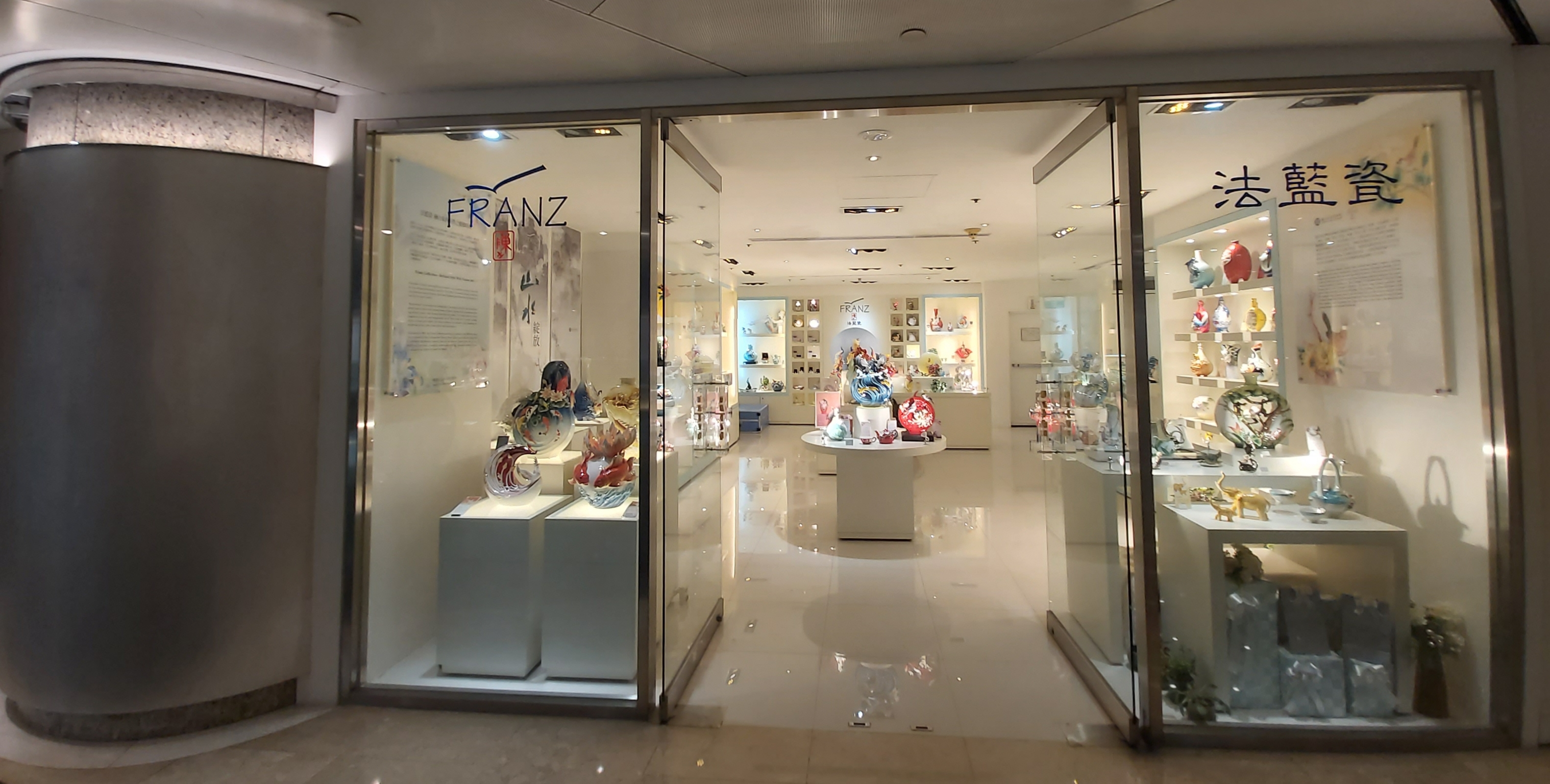
法藍瓷於遠企購物中心的據點

- 1980年代，陳立恆創立禮品代工商海暢集團[4]。
- 1997年，投入陶瓷廠的研發和生產。
- 1999年，於台北內湖科學園區設立研發和製造中心[5][6]。
- 2001年，陳立恆以自己的德文名在美國舊金山成立「Franz Collection Inc.」。[7]
- 2003年，回台灣成立中文名「法藍瓷」。
- 2005年，與國立故宮博物院合作作品《桃花雙燕》，並於臺北市立社會教育館城市舞台[8]開設法藍瓷音樂餐廳[9]；在中國大陸成立「法藍瓷景德鎮園區」。
- 2006年，成立亞太文化創意產業協會[10]。與北京故宮合作《福海騰達》系列，於北京畫院舉辦「新瓷器時代－法藍瓷重燃華人瓷藝驕傲」展。
- 2009年，成立法藍瓷日本分公司「Franz Collection合同會社」；與荷蘭梵谷博物館合作推出「梵谷」系列作品。
- 2011年，推出首部品牌動畫《BIG BANG》、法藍瓷陶瓷設計大賽[11]。
- 2012年，中國大陸上海新華書店靜安店成立「FRANZ Café」，東京皇宮飯店[12]直營店開幕[13]。
- 2016年11月中，因業績下滑連續虧損兩年，宣布大規模縮編，以優退制度遣離25％員工。[14]

## 全球據點
法藍瓷的生產製造基地在臺北市內湖區以及中國廈門、深圳、景德鎮等地，另於德國、美國、日本與中國北京、上海等地設有分公司，全球分佈有約6000餘個銷售據點。

## 外部連結
- 法藍瓷股份有限公司 （页面存档备份，存于）（繁體中文）（简体中文）（英文）
- 法藍瓷的Facebook專頁
- 法藍瓷的Instagram帳戶
- 法藍瓷 的pinterest
- YouTube上的法藍瓷頻道